# William Laud
William Laud (7. října 1573, Reading, Spojené království – 10. ledna 1645, Londýn, Spojené království) byl anglický duchovní, v letech 1633–1645 arcibiskup z Canterbury, tedy hlava anglikánské církve. V roce 1640 byl uvězněn, když se dostal do sporu s nově svolaným Dlouhým parlamentem. Během občanské války, roku 1645, byl popraven sekerou. Parlament dosáhl jeho popravy navzdory milosti krále Karla I. Byl považován za představitele spíše protikalvínských tendencí v anglikánské církvi, některé puritány vyloženě perzekvoval (např. Williama Prynneho, který pak předsedal soudu s ním). Byl svými oponenty označován za stoupence arminianismu a skrytého obdivovatele katolicismu. Právě tím si získal hodně nepřátel v parlamentu. Ukončil také ekumenické kontakty s řeckou pravoslavnou církví. Byl velmi malé postavy, kvůli čemuž byl terčem řady vtipů. Podle historiků měl homosexuální sklony, které však nikdy neprojevil veřejně, jsou k vyčtení jen z jeho deníku. Pohřben byl na své alma mater, na St John's College v Oxfordu.